# Brachydiplax chalybea
Brachydiplax chalybea là loài chuồn chuồn trong họ Libellulidae. Loài này được Brauer mô tả khoa học đầu tiên năm 1868.

## Hình ảnh

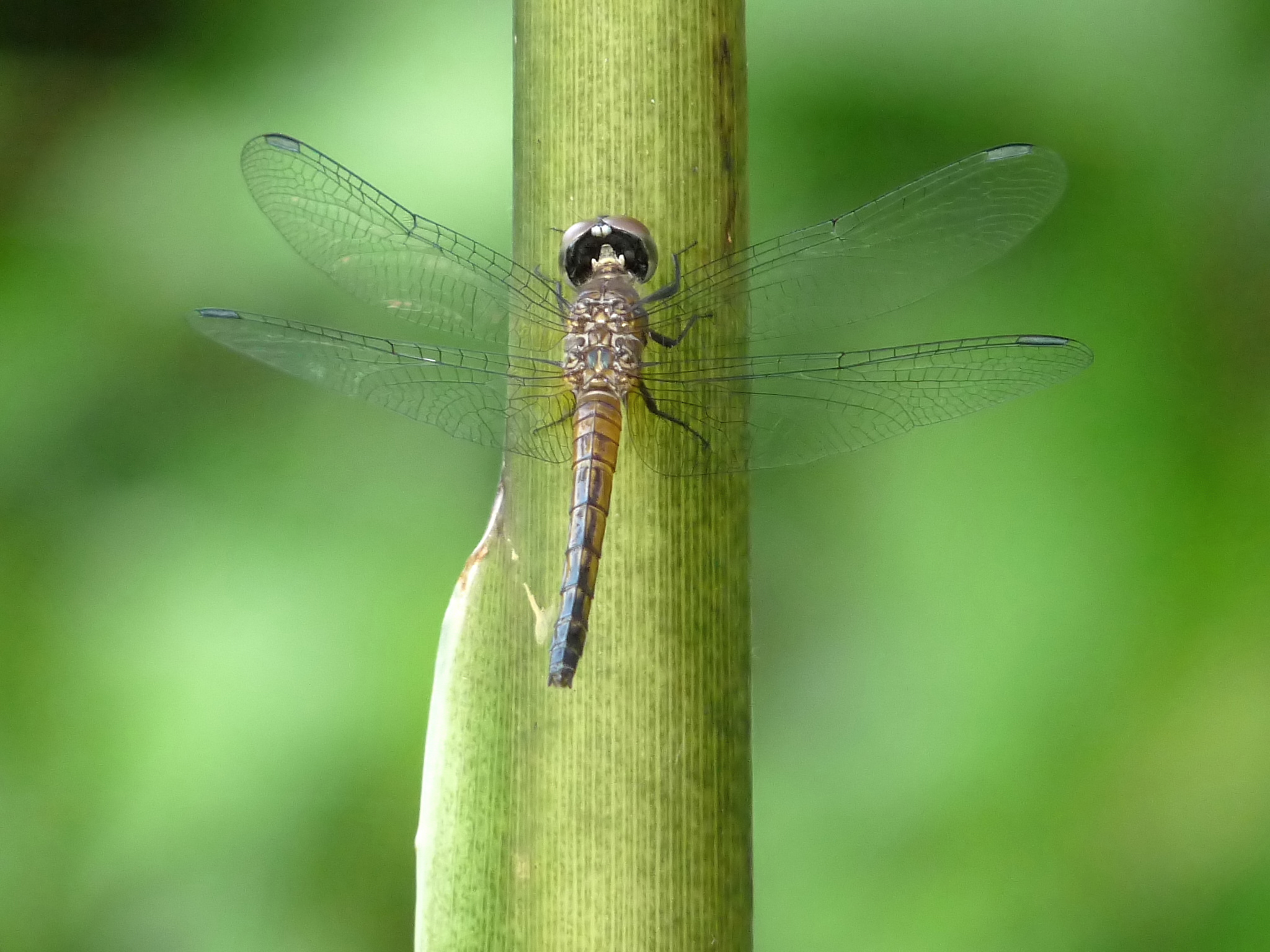
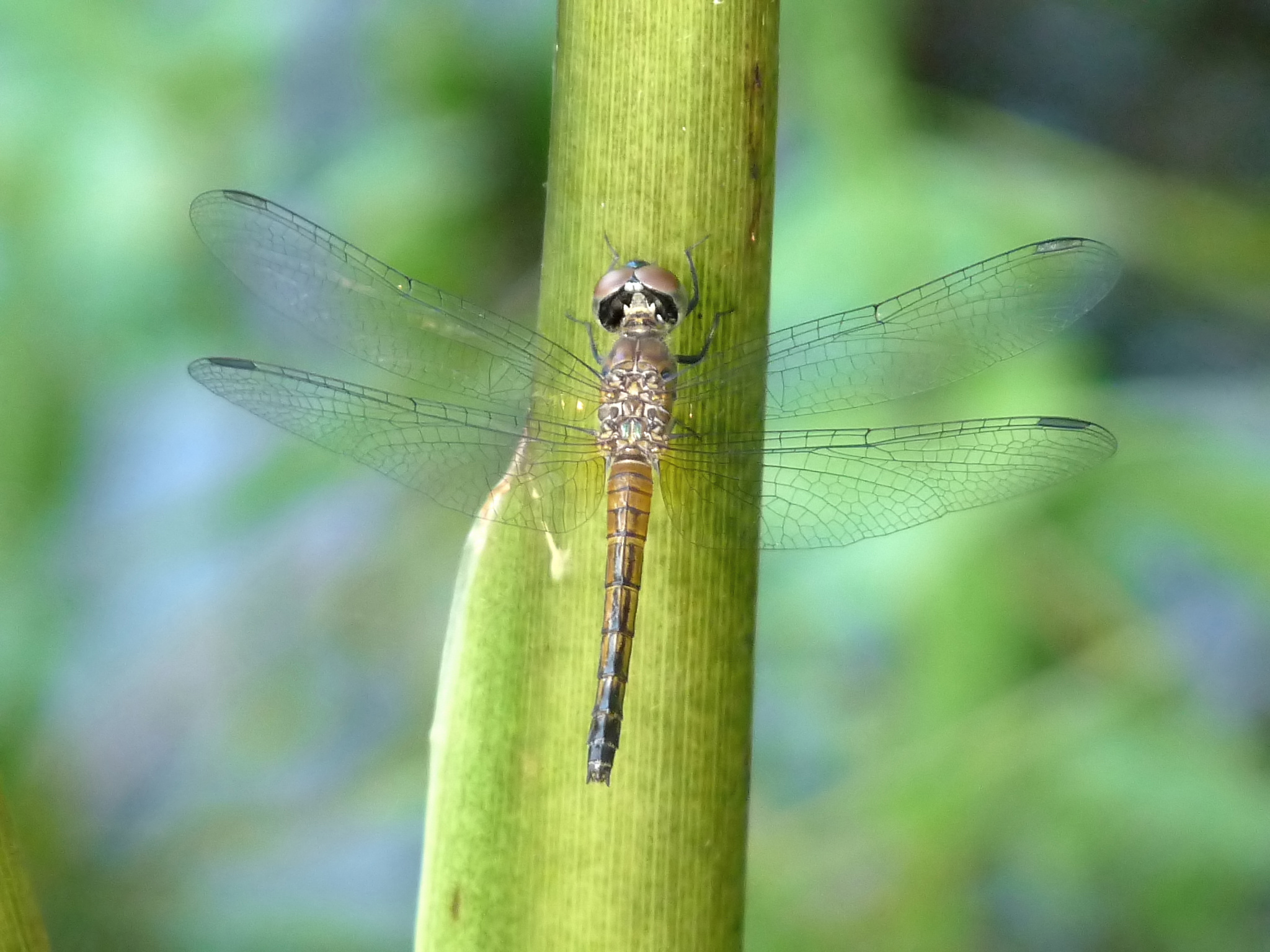
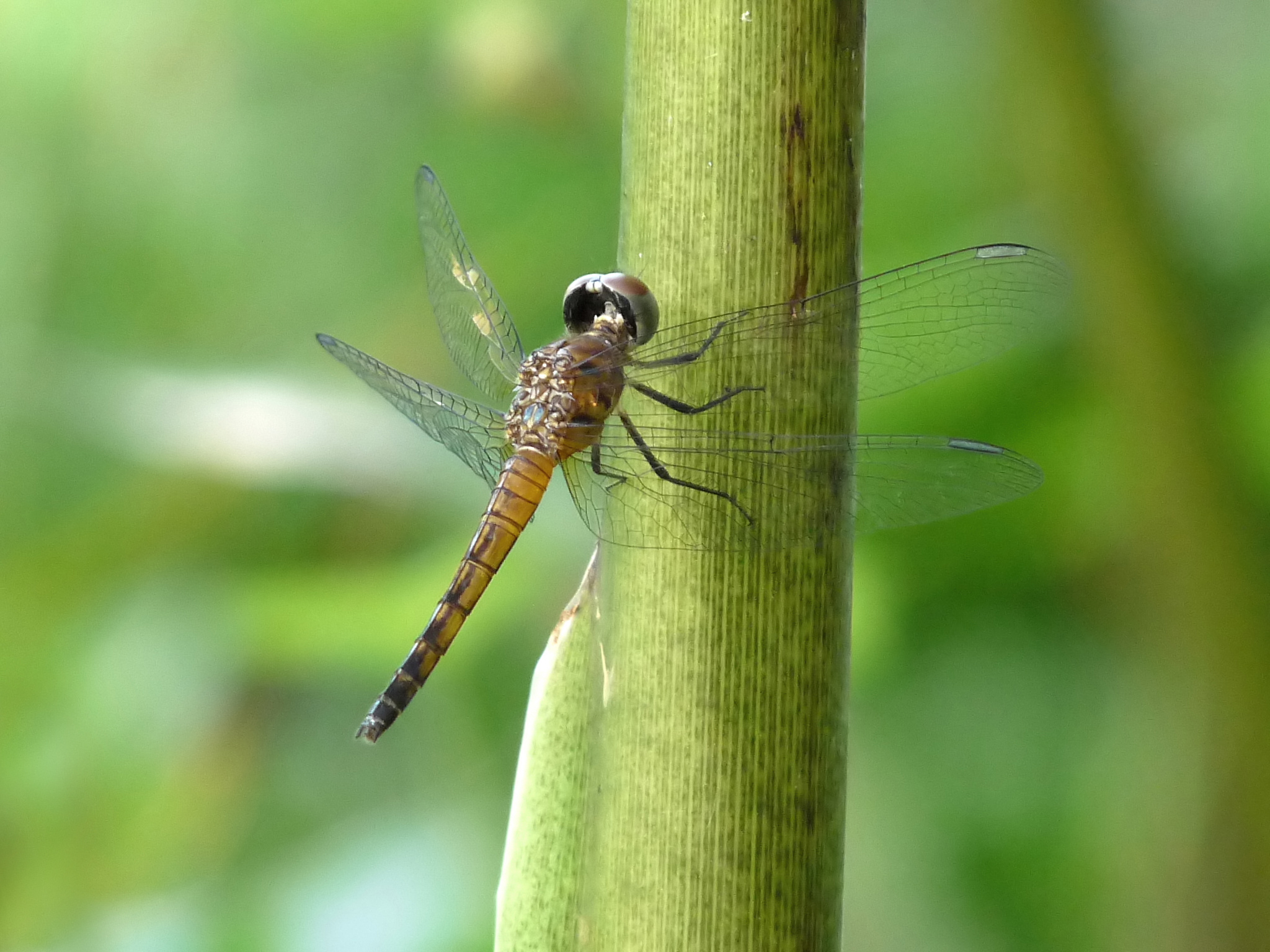
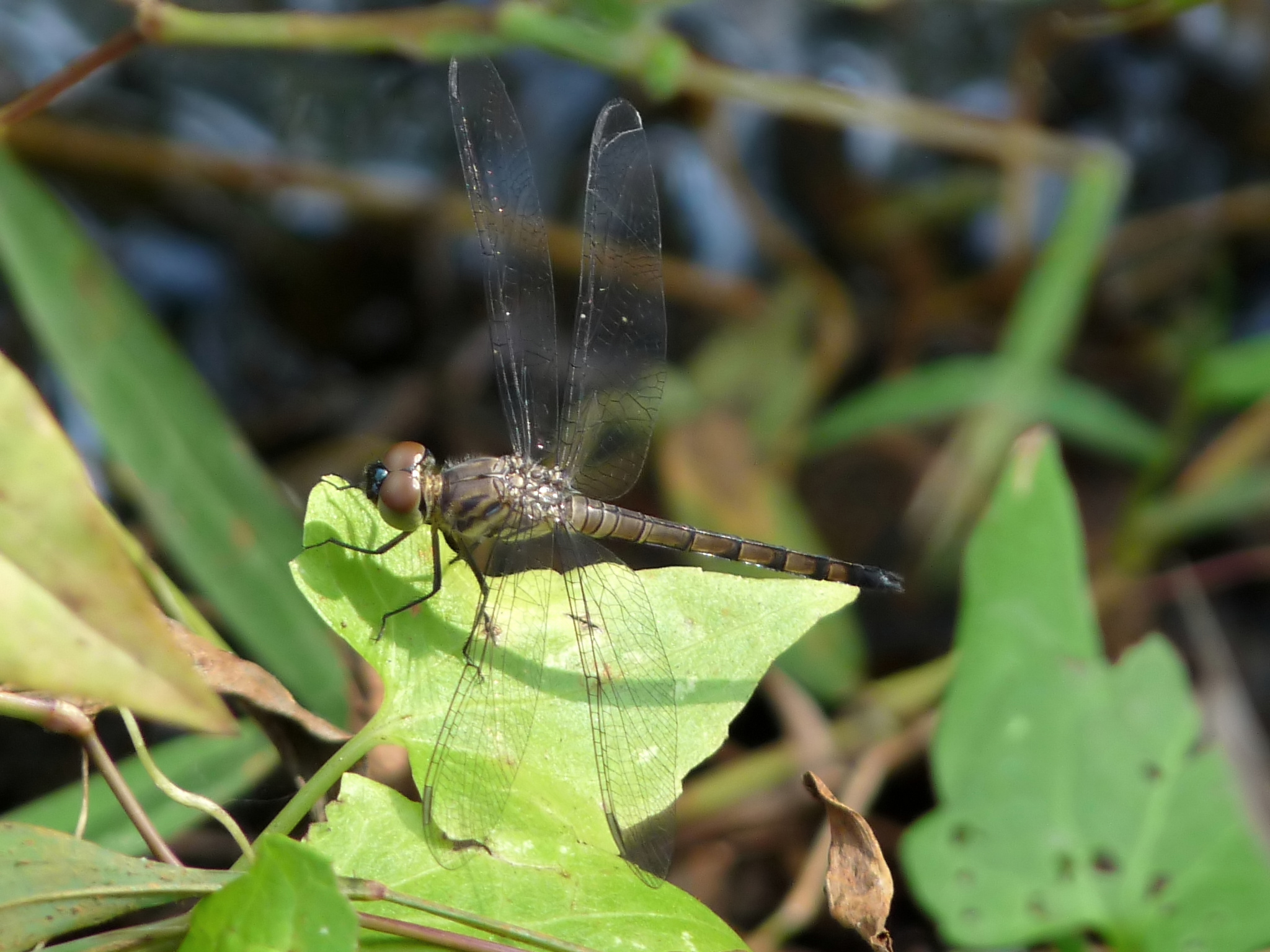